# Entremont (district)
Entremont is een district in het kanton Wallis (hoofdstad Bagnes). Bekend in Entremont zijn vooral de wintersportplaats Verbier en de Grote Sint-Bernhardpas.
Het district omvat de volgende gemeenten:
| Gemeentenaam       | Inwoners (x) | Oppervlakte (km²) |
| ------------------ | ------------ | ----------------- |
| Bagnes             | 7.919        | 282,2             |
| Bourg-Saint-Pierre | 194          | 90,2              |
| Liddes             | 744          | 60,2              |
| Orsières           | 3.156        | 165,0             |
| Sembrancher        | 954          | 17,7              |
| Vollèges           | 1.782        | 17,9              |

Brig · Conthey · Entremont · Goms · Hérens · Leuk · Martigny · Monthey · Östlich Raron · Saint-Maurice · Sierre · Sion · Visp · Westlich Raron